# Europe (circonscription électorale)
Pour les articles homonymes, voir Europe (homonymie).
La circonscription électorale d'Europe est une circonscription électorale du Portugal, utilisée pour les élections législatives.
Il s'agit d'une des deux circonscriptions utilisées pour les Portugais résidant à l'étranger. Celle-ci sert pour la partie de la diaspora résidant sur le continent européen.

## Résultats

### Années 2020

#### 2025
| Parti                                      | Parti                                                   | Voix    | %     | +/-   | Sièges | +/-           |
| ------------------------------------------ | ------------------------------------------------------- | ------- | ----- | ----- | ------ | ------------- |
|                                            | Chega (CH)                                              | 72 010  | 41,71 | 11,65 | 1      | en stagnation |
|                                            | AD – Coalition PSD/CDS (PPD/PSD.CDS-PP)                 | 37 411  | 21,67 | 0,66  | 1      | 1             |
|                                            | Parti socialiste (PS)                                   | 34 582  | 20,03 | 6,59  | 0      | 1             |
|                                            | Initiative libérale (IL)                                | 6 452   | 3,74  | 0,26  | 0      | en stagnation |
|                                            | LIBRE (L)                                               | 5 626   | 3,26  | 0,40  | 0      | en stagnation |
|                                            | Bloc de gauche (BE)                                     | 4 743   | 2,75  | 1,75  | 0      | en stagnation |
|                                            | Personnes–Animaux–Nature (PAN)                          | 4 072   | 2,36  | 1,26  | 0      | en stagnation |
|                                            | Coalition démocratique unitaire (PCP-PEV)               | 2 214   | 1,28  | 0,37  | 0      | en stagnation |
|                                            | Alternative démocratique nationale (ADN)                | 1 201   | 0,70  | 0,03  | 0      | en stagnation |
|                                            | Volt Portugal (VP)                                      | 945     | 0,55  | 0,02  | 0      | en stagnation |
|                                            | Parti communiste des travailleurs portugais (PCTP/MRPP) | 785     | 0,45  | 0,07  | 0      | en stagnation |
|                                            | Ensemble pour le peuple (JPP)                           | 551     | 0,32  | 0,07  | 0      | en stagnation |
|                                            | Nouvelle Droite (ND)                                    | 504     | 0,29  | 0,06  | 0      | en stagnation |
|                                            | Parti libéral-social (PLS)                              | 442     | 0,26  | Nv.   | 0      | en stagnation |
|                                            | Nous, citoyens ! (NC)                                   | 343     | 0,20  | 0,16  | 0      | en stagnation |
|                                            | Réagir, inclure, recycler (RIR)                         | 329     | 0,19  | 0,13  | 0      | en stagnation |
|                                            | Ergue-te (E)                                            | 252     | 0,15  | 0,02  | 0      | en stagnation |
|                                            | Parti populaire monarchiste (PPM)                       | 186     | 0,11  | N/A   | 0      | en stagnation |
|                                            |                                                         |         |       |       |        |               |
| Suffrages exprimés                         | Suffrages exprimés                                      | 172 648 | 67,23 |       |        |               |
| Votes blancs                               | Votes blancs                                            | 1 264   | 0,49  |       |        |               |
| Votes invalides                            | Votes invalides                                         | 82 872  | 32,27 |       |        |               |
| Total                                      | Total                                                   | 256 784 | 100   | –     | 2      | en stagnation |
| Abstentions                                | Abstentions                                             | 691 278 | 72,91 |       |        |               |
| Inscrits/Participation                     | Inscrits/Participation                                  | 948 062 | 27,09 |       |        |               |
|                                            |                                                         |         |       |       |        |               |
| Source: Commission nationale des élections |                                                         |         |       |       |        |               |

| Parti | Parti | Parti | Parti   | Députés                |
| ----- | ----- | ----- | ------- | ---------------------- |
|       | CH    | CH    | CH      | - José Dias Fernandes  |
|       | AD    |       | PPD/PSD | - José Manuel Ferreira |

#### 2024
| Parti                                      | Parti                                                   | Voix    | %     | +/-   | Sièges | +/-           |
| ------------------------------------------ | ------------------------------------------------------- | ------- | ----- | ----- | ------ | ------------- |
|                                            | Chega (CH)                                              | 42 975  | 30,06 | 19,84 | 1      | 1             |
|                                            | Parti socialiste (PS)                                   | 38 063  | 26,62 | 20,92 | 1      | 1             |
|                                            | Alliance démocratique (AD) (PSD-PP-PPM)                 | 33 351  | 22,33 | 0,20  | 0      | en stagnation |
|                                            | Bloc de gauche (BE)                                     | 6 438   | 4,50  | 1,01  | 0      | en stagnation |
|                                            | Initiative libérale (IL)                                | 5 719   | 4,00  | 0,44  | 0      | en stagnation |
|                                            | Personnes–Animaux–Nature (PAN)                          | 5 175   | 3,62  | 0,27  | 0      | en stagnation |
|                                            | Libre (L)                                               | 4 091   | 2,86  | 0,86  | 0      | en stagnation |
|                                            | Coalition démocratique unitaire (CDU)                   | 2 363   | 1,65  | 0,21  | 0      | en stagnation |
|                                            | Alternative démocratique nationale (ADN)                | 953     | 0,67  | 0,32  | 0      | en stagnation |
|                                            | Volt Portugal (VP)                                      | 761     | 0,53  | 0,08  | 0      | en stagnation |
|                                            | Parti communiste des travailleurs portugais (PCTP/MRPP) | 748     | 0,52  | 0,17  | 0      | en stagnation |
|                                            | Ensemble pour le peuple (JPP)                           | 560     | 0,39  | Abs.  | 0      | en stagnation |
|                                            | Nous, citoyens ! (NC)                                   | 510     | 0,36  | 0,03  | 0      | en stagnation |
|                                            | Nouvelle Droite (ND)                                    | 502     | 0,35  | Nv.   | 0      | en stagnation |
|                                            | Réagir, inclure, recycler (RIR)                         | 452     | 0,32  | 0,19  | 0      | en stagnation |
|                                            | Ergue-te (E)                                            | 182     | 0,13  | 0,03  | 0      | en stagnation |
|                                            | Alternative 21 (MPT-A)                                  | 120     | 0,08  | 0,83  | 0      | en stagnation |
|                                            |                                                         |         |       |       |        |               |
| Suffrages exprimés                         | Suffrages exprimés                                      | 142 963 | 59,92 |       |        |               |
| Votes blancs                               | Votes blancs                                            | 1 381   | 0,58  |       |        |               |
| Votes nuls                                 | Votes nuls                                              | 94 261  | 39,51 |       |        |               |
| Total                                      | Total                                                   | 238 605 | 100   | -     | 2      | en stagnation |
| Abstention                                 | Abstention                                              | 698 706 | 74,54 |       |        |               |
| Inscrits/Participation                     | Inscrits/Participation                                  | 937 311 | 25,46 |       |        |               |
|                                            |                                                         |         |       |       |        |               |
| Source: Commission nationale des élections |                                                         |         |       |       |        |               |

| Parti | Parti | Parti | Parti | Députés               |
| ----- | ----- | ----- | ----- | --------------------- |
|       | CH    | CH    | CH    | - José Dias Fernandes |
|       | PS    | PS    | PS    | - Paulo Pisco         |

#### 2022
| Parti                                      | Parti                                                   | Voix    | %     | +/-  | Sièges | +/-           |
| ------------------------------------------ | ------------------------------------------------------- | ------- | ----- | ---- | ------ | ------------- |
|                                            | Parti socialiste (PS)                                   | 36 086  | 47,54 | 8,07 | 2      | 1             |
|                                            | Parti social-démocrate (PPD/PSD)                        | 16 404  | 21,61 | 3,87 | 0      | 1             |
|                                            | Chega (CH)                                              | 7 756   | 10,22 | 9,17 | 0      | en stagnation |
|                                            | Personnes–Animaux–Nature (PAN)                          | 2 956   | 3,89  | 2,77 | 0      | en stagnation |
|                                            | Initiative libérale (IL)                                | 2 704   | 3,56  | 2,46 | 0      | en stagnation |
|                                            | Bloc de gauche (BE)                                     | 2 647   | 3,49  | 4,19 | 0      | en stagnation |
|                                            | Libre (L)                                               | 1 585   | 2,00  | 0,62 | 0      | en stagnation |
|                                            | Coalition démocratique unitaire (CDU)                   | 1 409   | 1,86  | 1,55 | 0      | en stagnation |
|                                            | CDS – Parti populaire (CDS-PP)                          | 1 156   | 1,52  | 2,48 | 0      | en stagnation |
|                                            | Parti de la Terre (MPT)                                 | 610     | 0,80  | 0,47 | 0      | en stagnation |
|                                            | Parti communiste des travailleurs portugais (PCTP/MRPP) | 522     | 0,69  | 0,90 | 0      | en stagnation |
|                                            | Volt Portugal (VP)                                      | 464     | 0,61  | Nv.  | 0      | en stagnation |
|                                            | Réagir, inclure, recycler (RIR)                         | 387     | 0,51  | 0,20 | 0      | en stagnation |
|                                            | Parti travailliste portugais (PTP)                      | 377     | 0,50  | 0,12 | 0      | en stagnation |
|                                            | Nous, citoyens ! (NC)                                   | 296     | 0,39  | 0,48 | 0      | en stagnation |
|                                            | Alternative démocratique nationale (ADN)                | 262     | 0,35  | 0,65 | 0      | en stagnation |
|                                            | Mouvement Alternative socialiste (MAS)                  | 123     | 0,16  | 0,06 | 0      | en stagnation |
|                                            | Alliance (A)                                            | 84      | 0,11  | 0,59 | 0      | en stagnation |
|                                            | Ergue-te (E)                                            | 78      | 0,10  | 0,92 | 0      | en stagnation |
|                                            |                                                         |         |       |      |        |               |
| Suffrages exprimés                         | Suffrages exprimés                                      | 75 906  | 68,89 |      |        |               |
| Votes blancs                               | Votes blancs                                            | 711     | 0,65  |      |        |               |
| Votes nuls                                 | Votes nuls                                              | 33 565  | 30,46 |      |        |               |
| Total                                      | Total                                                   | 110 182 | 100   | -    | 2      | en stagnation |
| Abstention                                 | Abstention                                              | 816 023 | 88,10 |      |        |               |
| Inscrits/Participation                     | Inscrits/Participation                                  | 926 205 | 11,90 |      |        |               |
|                                            |                                                         |         |       |      |        |               |
| Source: Commission nationale des élections |                                                         |         |       |      |        |               |

| Parti | Parti | Parti | Parti | Députés                              |
| ----- | ----- | ----- | ----- | ------------------------------------ |
|       | PS    | PS    | PS    | - Nathalie De Oliveira - Paulo Pisco |

### Années 2010

#### 2019
| Parti                                      | Parti                                              | Voix    | %     | +/-  | Sièges | +/-           |
| ------------------------------------------ | -------------------------------------------------- | ------- | ----- | ---- | ------ | ------------- |
|                                            | Parti socialiste (PS)                              | 31 377  | 39,47 | 5,58 | 1      | en stagnation |
|                                            | Parti social-démocrate (PPD/PSD)                   | 20 256  | 25,48 | N/A  | 1      | en stagnation |
|                                            | Bloc de gauche (BE)                                | 6 106   | 7,68  | 1,16 | 0      | en stagnation |
|                                            | Personnes–Animaux–Nature (PAN)                     | 5 296   | 6,66  | 5,60 | 0      | en stagnation |
|                                            | CDS – Parti populaire (CDS-PP)                     | 3 180   | 4,00  | N/A  | 0      | en stagnation |
|                                            | Coalition démocratique unitaire (CDU)              | 2 713   | 3,41  | 3,32 | 0      | en stagnation |
|                                            | Parti communiste des travailleurs portugais (PCTP) | 1 267   | 1,59  | 0,78 | 0      | en stagnation |
|                                            | Libre (L)                                          | 1 167   | 1,47  | 0,60 | 0      | en stagnation |
|                                            | Parti de la Terre (MPT)                            | 1 012   | 1,27  | 0,59 | 0      | en stagnation |
|                                            | Initiative libérale (IL)                           | 874     | 1,10  | Nv.  | 0      | en stagnation |
|                                            | Chega (CH)                                         | 833     | 1,05  | Nv.  | 0      | en stagnation |
|                                            | Parti national rénovateur (PNR)                    | 810     | 1,02  | 0,65 | 0      | en stagnation |
|                                            | Parti démocrate républicain (PDR)                  | 797     | 1,00  | 0,40 | 0      | en stagnation |
|                                            | Nous, citoyens ! (NC)                              | 688     | 0,87  | 0,30 | 0      | en stagnation |
|                                            | Parti uni des retraités (PURP)                     | 672     | 0,85  | 0,05 | 0      | en stagnation |
|                                            | Alliance (A)                                       | 558     | 0,70  | Nv.  | 0      | en stagnation |
|                                            | Réagir, inclure, recycler (RIR)                    | 553     | 0,70  | Nv.  | 0      | en stagnation |
|                                            | Parti travailliste portugais (PTP)                 | 493     | 0,62  | 0,43 | 0      | en stagnation |
|                                            | Ensemble pour le peuple (JPP)                      | 409     | 0,51  | 0,28 | 0      | en stagnation |
|                                            | Parti populaire monarchiste (PPM)                  | 254     | 0,32  | 0,01 | 0      | en stagnation |
|                                            | Mouvement Alternative socialiste (MAS)             | 173     | 0,22  | Abs. | 0      | en stagnation |
|                                            |                                                    |         |       |      |        |               |
| Suffrages exprimés                         | Suffrages exprimés                                 | 79 499  | 73,30 |      |        |               |
| Votes blancs                               | Votes blancs                                       | 1 665   | 1,53  |      |        |               |
| Votes nuls                                 | Votes nuls                                         | 27 293  | 25,17 |      |        |               |
| Total                                      | Total                                              | 108 446 | 100   | -    | 2      | en stagnation |
| Abstention                                 | Abstention                                         | 787 063 | 87,89 |      |        |               |
| Inscrits/Participation                     | Inscrits/Participation                             | 895 509 | 12,11 |      |        |               |
|                                            |                                                    |         |       |      |        |               |
| Source: Commission nationale des élections |                                                    |         |       |      |        |               |

| Parti | Parti   | Parti   | Parti   | Députés                    |
| ----- | ------- | ------- | ------- | -------------------------- |
|       | PS      | PS      | PS      | - Paulo Pisco              |
|       | PPD/PSD | PPD/PSD | PPD/PSD | - Carlos Alberto Gonçalves |

#### 2015
| Parti                                      | Parti                                              | Voix   | %     | +/-   | Sièges | +/-           |
| ------------------------------------------ | -------------------------------------------------- | ------ | ----- | ----- | ------ | ------------- |
|                                            | Portugal en avant (PàF) (PPD/PSD-CDS-PP)           | 5 340  | 44,33 | 3,96  | 1      | en stagnation |
|                                            | Parti socialiste (PS)                              | 4 082  | 33,89 | 12,24 | 1      | en stagnation |
|                                            | Coalition démocratique unitaire (CDU)              | 811    | 6,73  | 1,61  | 0      | en stagnation |
|                                            | Bloc de gauche (BE)                                | 785    | 6,52  | 2,67  | 0      | en stagnation |
|                                            | Libre (L)                                          | 249    | 2,07  | Nv.   | 0      | en stagnation |
|                                            | Parti démocrate républicain (PDR)                  | 169    | 1,40  | Nv.   | 0      | en stagnation |
|                                            | Personnes–Animaux–Nature (PAN)                     | 128    | 1,06  | 0,17  | 0      | en stagnation |
|                                            | Parti communiste des travailleurs portugais (PCTP) | 98     | 0,81  | 0,03  | 0      | en stagnation |
|                                            | Parti uni des retraités (PURP)                     | 96     | 0,80  | Nv.   | 0      | en stagnation |
|                                            | Parti de la Terre (MPT)                            | 82     | 0,68  | 0,03  | 0      | en stagnation |
|                                            | Nous, citoyens ! (NC)                              | 69     | 0,57  | Nv.   | 0      | en stagnation |
|                                            | Parti national rénovateur (PNR)                    | 45     | 0,37  | 0,06  | 0      | en stagnation |
|                                            | Parti populaire monarchiste (PPM)                  | 40     | 0,33  | 0,01  | 0      | en stagnation |
|                                            | Ensemble pour le peuple (JPP)                      | 28     | 0,23  | Nv.   | 0      | en stagnation |
|                                            | AGIR (PTP-MAS)                                     | 23     | 0,19  | 0,34  | 0      | en stagnation |
|                                            |                                                    |        |       |       |        |               |
| Suffrages exprimés                         | Suffrages exprimés                                 | 12 045 | 87,34 |       |        |               |
| Votes blancs                               | Votes blancs                                       | 105    | 0,76  |       |        |               |
| Votes nuls                                 | Votes nuls                                         | 1 641  | 11,90 |       |        |               |
| Total                                      | Total                                              | 13 791 | 100   | -     | 2      | en stagnation |
| Abstention                                 | Abstention                                         | 64 551 | 82,40 |       |        |               |
| Inscrits/Participation                     | Inscrits/Participation                             | 78 342 | 17,60 |       |        |               |
|                                            |                                                    |        |       |       |        |               |
| Source: Commission nationale des élections |                                                    |        |       |       |        |               |

| Parti | Parti | Parti | Parti   | Députés                    |
| ----- | ----- | ----- | ------- | -------------------------- |
|       | PàF   |       | PPD/PSD | - Carlos Alberto Gonçalves |
|       | PS    | PS    | PS      | - Paulo Pisco              |

#### 2011
| Parti                                      | Parti                                              | Voix   | %     | +/-  | Sièges | +/-           |
| ------------------------------------------ | -------------------------------------------------- | ------ | ----- | ---- | ------ | ------------- |
|                                            | Parti socialiste (PS)                              | 7 205  | 46,13 | 5,41 | 1      | en stagnation |
|                                            | Parti social-démocrate (PPD/PSD)                   | 5 312  | 34,01 | 5,66 | 1      | en stagnation |
|                                            | CDS – Parti populaire (CDS-PP)                     | 994    | 6,36  | 0,78 | 0      | en stagnation |
|                                            | Coalition démocratique unitaire (CDU)              | 803    | 5,14  | 0,07 | 0      | en stagnation |
|                                            | Bloc de gauche (BE)                                | 602    | 3,85  | 1,79 | 0      | en stagnation |
|                                            | Personnes–Animaux–Nature (PAN)                     | 192    | 1,23  | Nv.  | 0      | en stagnation |
|                                            | Parti communiste des travailleurs portugais (PCTP) | 132    | 0,84  | 0,09 | 0      | en stagnation |
|                                            | Parti de la Terre (MPT)                            | 101    | 0,65  | N/A  | 0      | en stagnation |
|                                            | Parti travailliste portugais (PTP)                 | 83     | 0,53  | Nv.  | 0      | en stagnation |
|                                            | Mouvement Espoir pour le Portugal (MEP)            | 55     | 0,35  | 0,15 | 0      | en stagnation |
|                                            | Parti populaire monarchiste (PPM)                  | 50     | 0,32  | 0,02 | 0      | en stagnation |
|                                            | Parti national rénovateur (PNR)                    | 48     | 0,31  | Abs. | 0      | en stagnation |
|                                            | Parti de la Nouvelle Démocratie (PND)              | 24     | 0,15  | 0,10 | 0      | en stagnation |
|                                            | Parti humaniste (PH)                               | 19     | 0,12  | N/A  | 0      | en stagnation |
|                                            |                                                    |        |       |      |        |               |
| Suffrages exprimés                         | Suffrages exprimés                                 | 15 620 | 85,87 |      |        |               |
| Votes blancs                               | Votes blancs                                       | 161    | 0,88  |      |        |               |
| Votes nuls                                 | Votes nuls                                         | 2 410  | 13,25 |      |        |               |
| Total                                      | Total                                              | 18 191 | 100   | -    | 2      | en stagnation |
| Abstention                                 | Abstention                                         | 56 862 | 75,76 |      |        |               |
| Inscrits/Participation                     | Inscrits/Participation                             | 75 053 | 24,24 |      |        |               |
|                                            |                                                    |        |       |      |        |               |
| Source: Commission nationale des élections |                                                    |        |       |      |        |               |

| Parti | Parti   | Parti   | Parti   | Députés                    |
| ----- | ------- | ------- | ------- | -------------------------- |
|       | PS      | PS      | PS      | - Paulo Pisco              |
|       | PPD/PSD | PPD/PSD | PPD/PSD | - Carlos Alberto Gonçalves |